# Luc Onclin
Luc Onclin is een Belgisch voormalig bankier. Van 1999 tot 2002 was hij CEO van Dexia Bank België.

## Levensloop
Luc Onclin promoveerde tot doctor in de rechten en studeerde notariaat en fiscale wetenschappen aan de Katholieke Universiteit Leuven.
Hij begon zijn carrière in oktober 1971 als juridisch bediende bij het Gemeentekrediet. In 1984 werd hij er lid van het directiecomité en in 1989 vicevoorzitter van het directiecomité als rechterhand van voorzitter François Narmon. In 1996 werd de bank omgevormd tot Dexia Bank België. In 1999 volgde hij Narmon op als voorzitter van het directiecomité en werd hij tevens vicevoorzitter van het uitvoerend comité van de Dexia-groep. Bij Dexia werd hij de nummer twee na de Fransman Pierre Richard. In januari 2003 stapte hij bij Dexia op en volgde Axel Miller hem als CEO van Dexia Bank België op.
Onclin bekleedde bestuursmandaten bij Crédit Agricole en Brussels Airport Company.
In april 2004 werd hij samen met drie anderen - waaronder François Narmon - in verdenking gesteld voor schriftvervalsing en fiscale fraude. Het viertal zou tussen 1988 en 1998 bij het Gemeentekrediet en later Dexia een systeem hebben opgezet waarbij klanten successierechten konden ontlopen. In 2009 achtte de Brusselse raadkamer dat de feiten te licht en te oud waren om Onclin en twee anderen naar de correctionele rechtbank te verwijzen.
Zijn zoon Olivier Onclin is sinds 2008 werkzaam voor Dexia Bank België (later Belfius).